# باو دجي كايجو

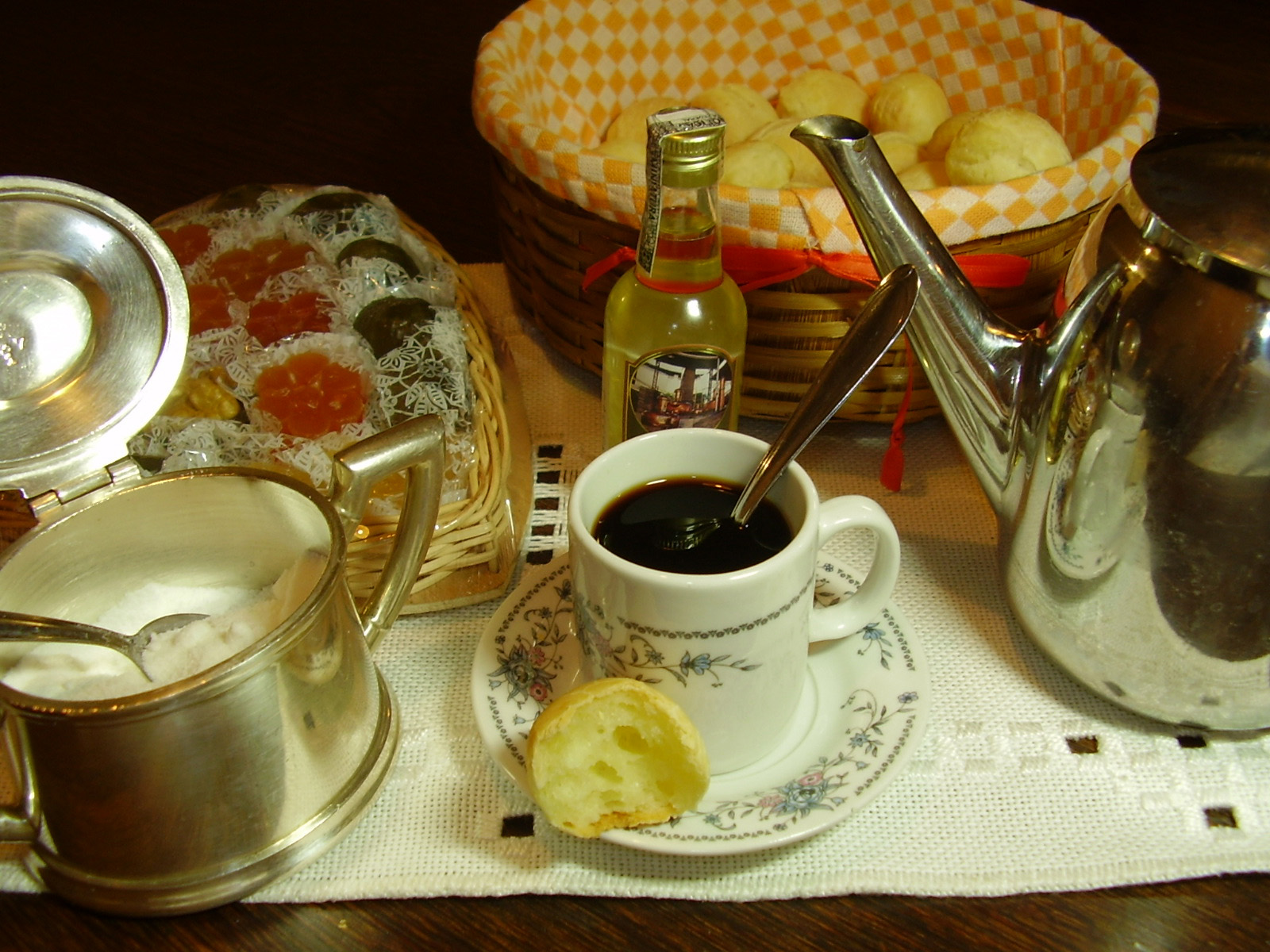
باودجيكايجو بفنجان القهوة وقزازة كاشاسا صغيرة وهم منتجات تقليدية من ميناز جرايز، والباودجيكايجو الذي أُكل منه يظهرداخليته

پاو دجي كايجو (بالبرتغالية: pão de queijo‏) ومعناه «خبز الجبن»  أي خبز الجبن البرازيلي هو خبز صغير عجينه يتضمن الجبن، وهو تصبيرة ذات شعبية كبيرة في البرازيل. الباودجيكايجو أكلة برازيلية تقليدية من ولاية ميناز جرايز. مع أن أصوله غير معلومة، ولكنه من المفترض أن الأكلة وجدت منذ القرن الثامن عشر واشتهرت حوالي الخمسينات من القرن العشرين.
مثل الكثير من المأكولات الأميركية، الباودجيكايجو تأصل مع العبيد الأفارقة. كان ينقعون البفرة ويمزقونها ويصنعون خبزا منها. آنذاك، كان الخبز بدون جبن. في أواخر القرن التاسع عشر، باتت أكثر من المواد الغذائية، مثل الجبن والحليب، متاحة للمجتمع الأفريقي البرازيلي. أضافوا الحليب والجبن إلى خبز البفرة وهكذا اخترعوا ما يعرف اليوم باسم باو دجي كايجو.
يباع في محلات البقالة والأسواق المركزية والمخابز في البرازيل.

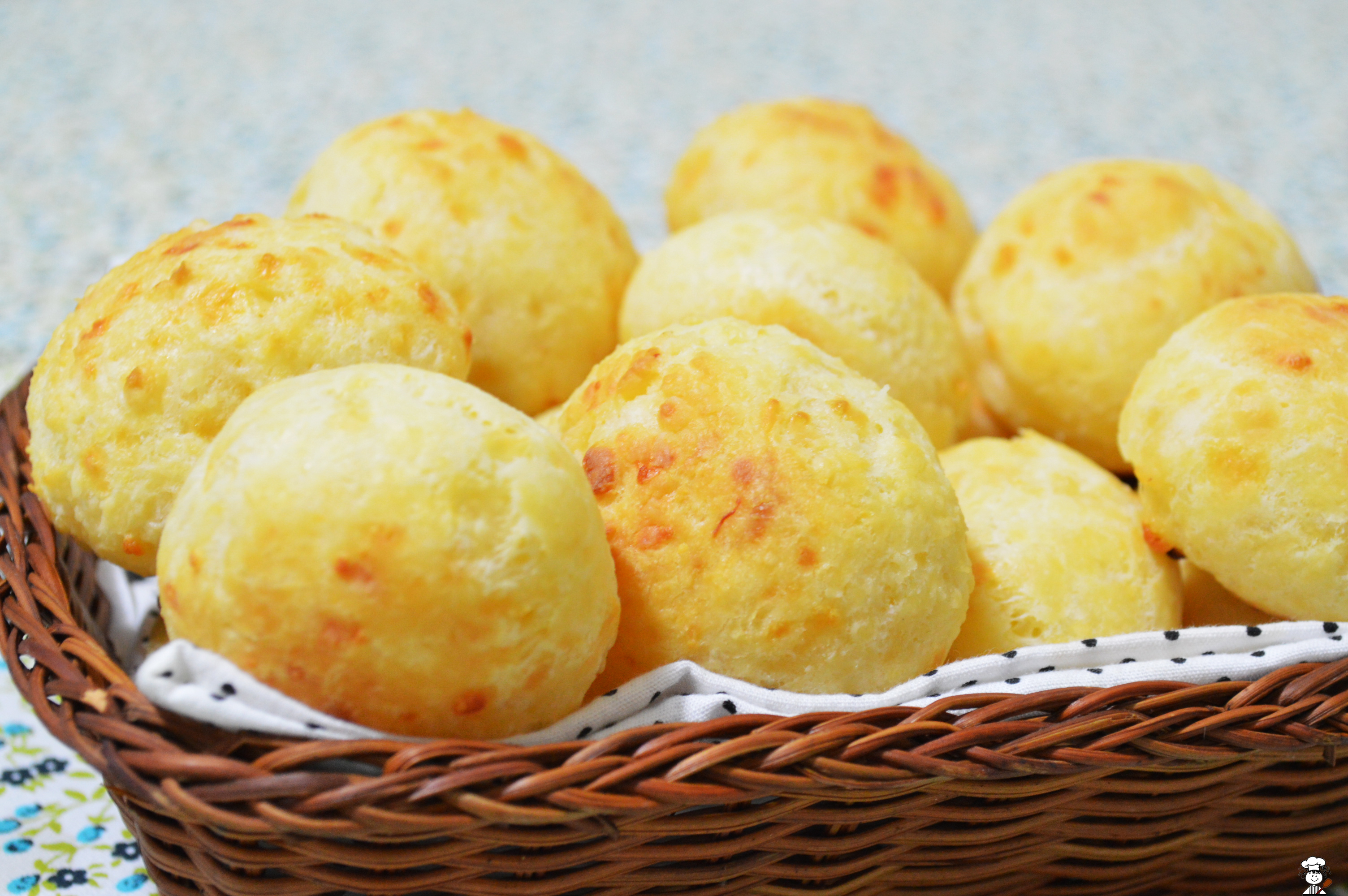